# Ферарез-Цекинети (Мантова)
Ферарез-Цекинети је насеље у Италији у округу Мантова, региону Ломбардија.
Према процени из 2011. у насељу је живело 166 становника. Насеље се налази на надморској висини од 105 м.